# Grenze zwischen Rumänien und der Ukraine

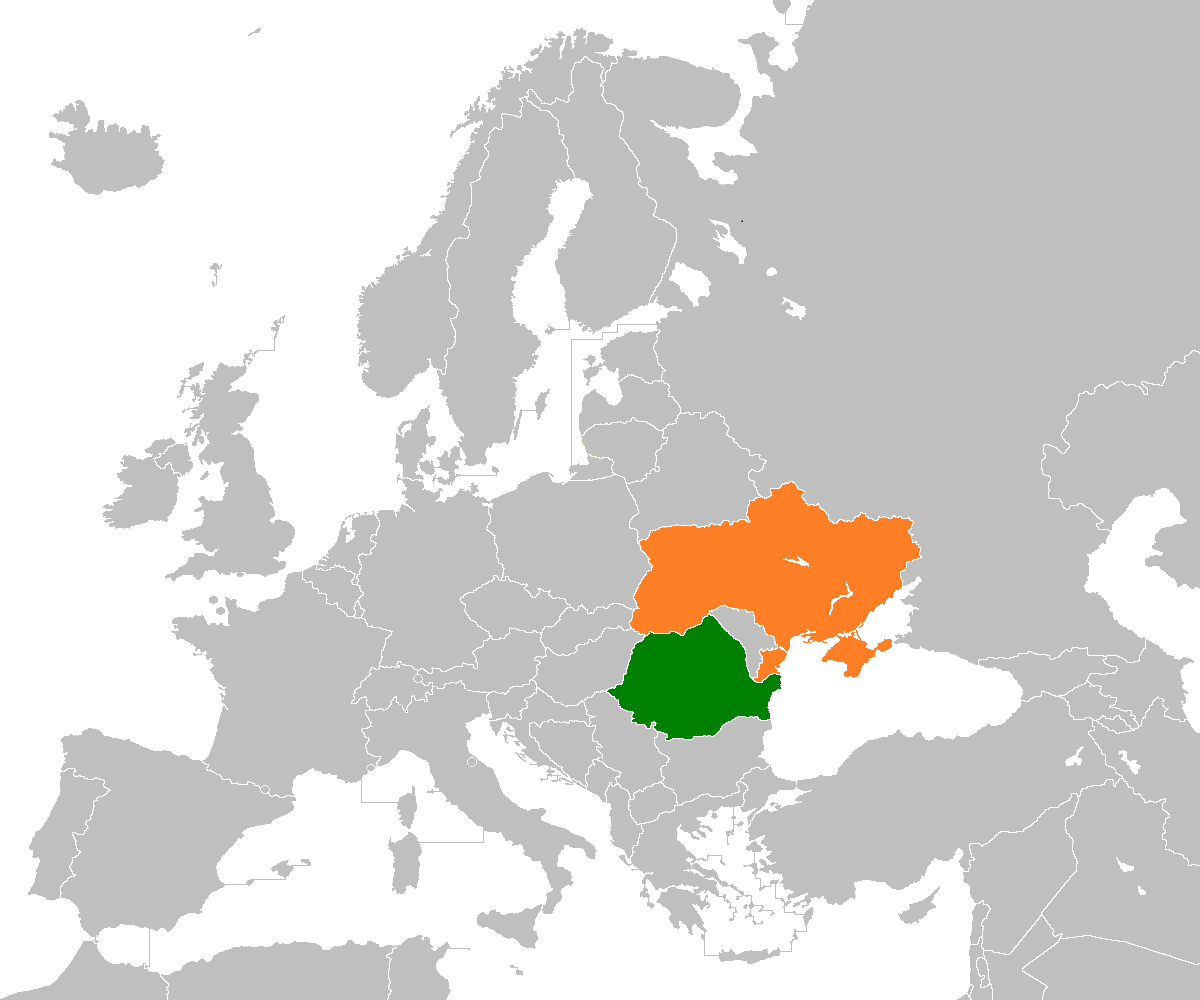
Rumänien Ukraine

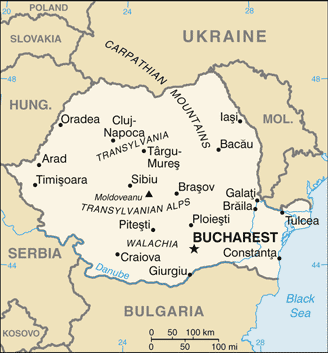
Politische Karte von Rumänien

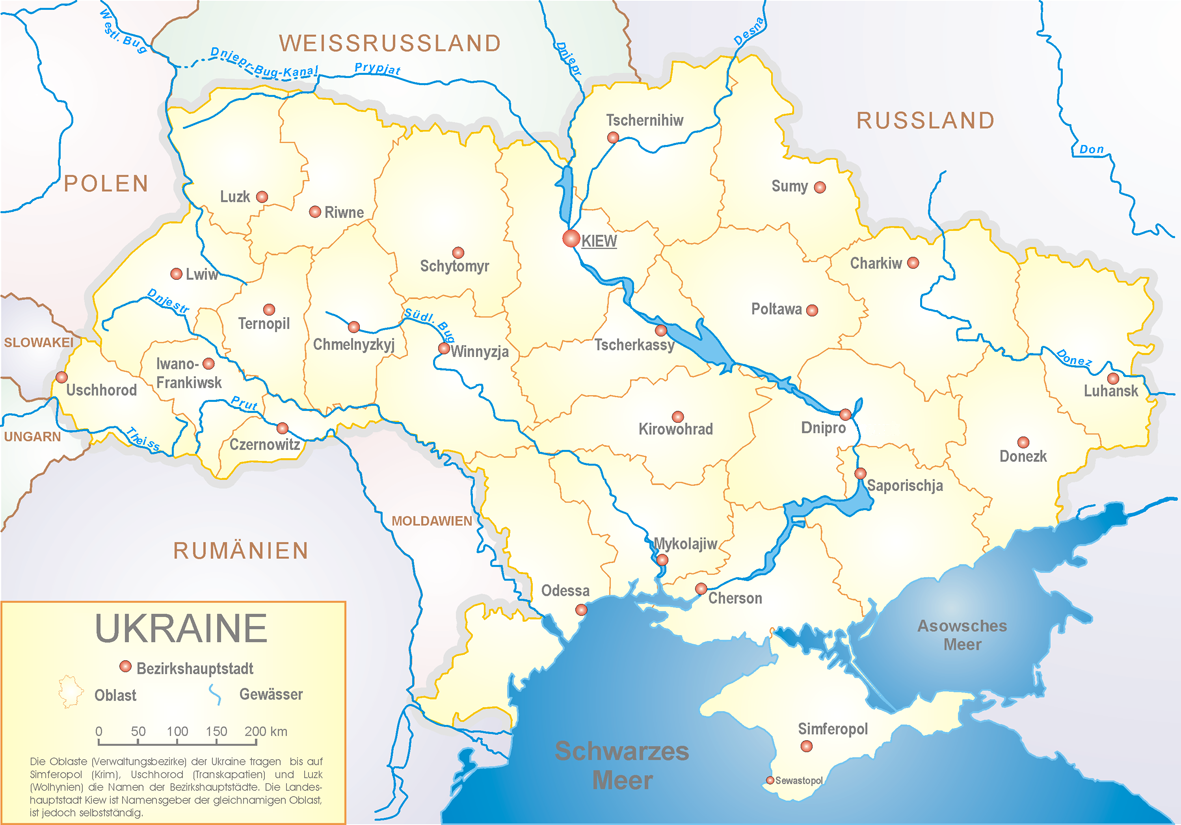
Politische Karte der Ukraine

Die Grenze zwischen Rumänien und der Ukraine ist eine Land- und Gewässergrenze in Europa. Sie ist Außengrenze der Europäischen Union.

## Verlauf

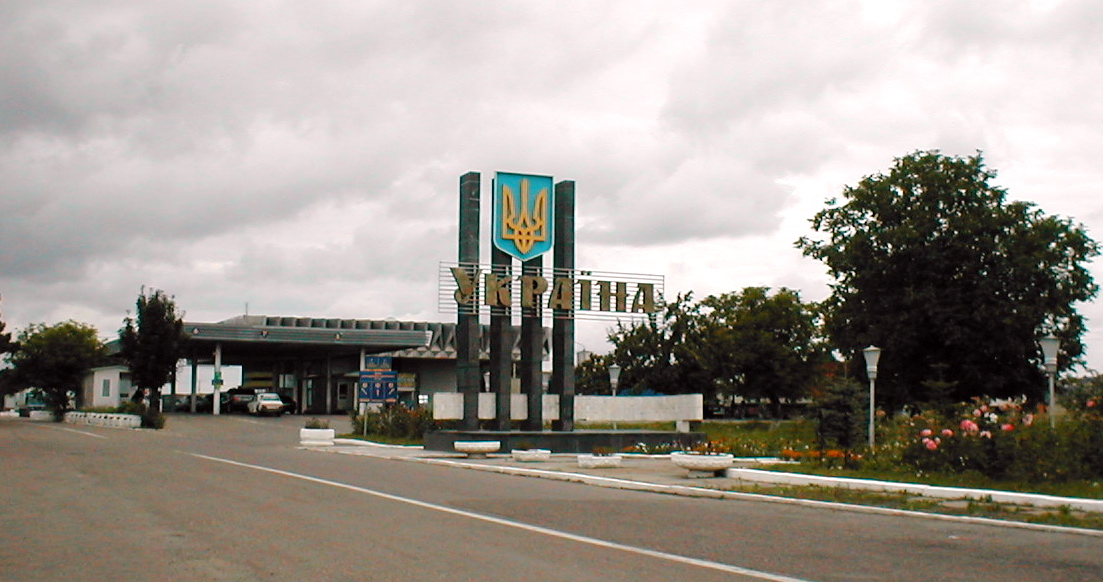
Grenzübergang Porubna-Siret

Von dem 3069 Kilometer gesamten Grenzverlauf Rumäniens bilden 601 Kilometer die politische Grenze zur Ukraine. Sie ist in zwei Abschnitte unterteilt; sie verläuft zum einen im Norden in den Waldkarpaten, hier zum Teil auch an der Theiß, zum anderen verläuft sie im Osten entlang des Kilijaarms – eines Mündungsarms der Donau ins Schwarze Meer. Zwischen diesen beiden Abschnitten grenzen Rumänien und die Ukraine an die zwischen ihnen eingeschlossene Republik Moldau.
Die historischen Regionen, in denen die Grenze verläuft, sind im Norden die Maramuresch, die Bukowina, die Moldau und die Karpatenukraine, im Südosten Rumäniens, südlich des Kilijaarms die Dobrudscha und nördlich davon – in der Ukraine – die Region Budschak. Des Weiteren ist bis heute noch nicht eindeutig geklärt, zu welchen Teilen die Insula K bzw. Nowa Semlja, wie sie im Ukrainischen genannt wird, gehört.

## Seegrenze

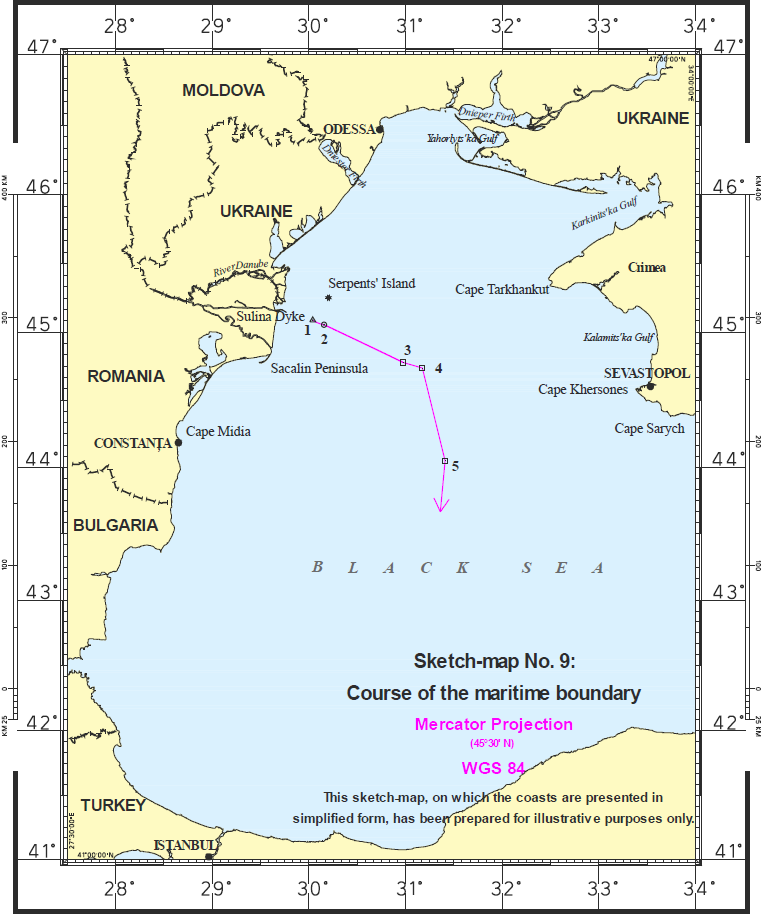
Seegrenze nach dem Spruch des Internationalen Gerichtshofs

Die Seegrenze zwischen Rumänien und der Ukraine im Schwarzen Meer ist durch eine Entscheidung des Internationalen Gerichtshofs vom 3. Februar 2009 völkerrechtlich verbindlich festgelegt worden. Zuvor gab es Streitigkeiten zwischen den Staaten um den Verbleib der Schlangeninsel und die Aufteilung des Schwarzmeer-Kontinentalsockels, in dem große Öl- und Erdgasvorkommen vermutet werden.

## Anrainer
| Orte in Rumänien  | Judet     | Orte in der Ukraine | Oblast         |
| ----------------- | --------- | ------------------- | -------------- |
| Halmeu            | Satu Mare | Berehowe            | Transkarpatien |
| Sighetu Marmației | Maramureș | Welykyj Bytschkiw   | Transkarpatien |
| Valea Vișeului    | Maramureș | Dilowe              | Transkarpatien |
| Vicovu de Sus     | Suceava   | Krasnojilsk         | Tscherniwzi    |
| Siret             | Suceava   | Terebletsche        | Tscherniwzi    |
| Tulcea            | Tulcea    | Ismajil             | Odessa         |

## Grenzübergänge
Grenzübergänge zwischen Rumänien und der Ukraine befinden sich:

### Straßenverkehr
- Halmeu am Drum național 1C ↔ Newetlenfolu–Berehowe an der   (⊙)
- Siret am Drum național 2 ↔ Terebletsche an der   (⊙)
- Vicovu de Sus am Drum național 2E ↔ Krasnojilsk (an der Territorialstraße T2608) (⊙)
- Sighetu Marmației ↔ Solotwyno (⊙)

### Bahnverkehr
- Bahnstrecke Debrecen–Sighetu Marmației (⊙; ⊙)
- Bahnstrecke Sighetu Marmației–Iwano-Frankiwsk (⊙)

### Fährverkehr
- Tulcea ↔ Ismajil (⊙)
- Isaccea ↔ Orliwka (⊙)